# Camí de Sant Romà d'Abella

El Camí de Sant Romà d'Abella, respecte del terme d'Abella de la Conca

El Camí de Sant Romà d'Abella és una pista rural transitable que recorre part dels termes municipals d'Abella de la Conca i d'Isona i Conca Dellà (a l'antic terme de Sant Romà d'Abella), tot a la comarca del Pallars Jussà.
Arrenca cap a ponent de la Carretera d'Abella de la Conca, al Cap del Pla, prop i al nord-est de Cal Cuquerlo. Des d'aquest lloc segueix paral·lel pel sud al riu d'Abella per dalt de l'extrem nord de los Plans. Al peu d'aquest camí hi ha les masies de Cal Cuquerlo, Cal Martí i Cal Tomàs, fins que arriba a lo Calvari; tot seguit entra en terme d'Isona i Conca Dellà.
Surten d'aquest camí el Camí de les Escomelles i, ja arribant a Sant Romà d'Abella, el Camí dels Calvaris. El Camí Vell d'Isona discorre molt de tros paral·lel pel sud del Camí de Sant Romà d'Abella.

## Etimologia
Pren el nom del poble al qual mena, des d'Abella de la Conca.